# Kikki Amity
Kikky Amity, is een voormalige Belgische zangeres.

## Levensloop
Amity, die afkomstig was uit Berchem begon als zangeres al in de jaren zestig met optreden. Ze maakte aanvankelijk vooral furore in Limburg.
In de jaren tachtig richtte ze zich, met producer Xavier Van Den Broeck, op de coldwavestroming en bracht zij een drietal singles uit op Monopole Records. In 1981 bereikte ze de 22e plaats in de Ultratop 50 met het nummer I can dance. In 1982 stapte ze over naar Disco-Matic en in 1983 scoorde ze haar grootste hit met Never on a Monday, dat de 5e plaats van de Ultratop 50 bereikte.
Na de hoogtijdagen van de new wave werd er weinig meer vernomen van Amity, in 1991 bracht zij haar laatste single Blue jeans uit. In 2007 stopte ze definitief met optreden.

## Discografie[3][4]
- Jungle Fever (1981)
- Cherry Blossom (1981)
- I Can Dance (1981)
- Never on a Monday (1982)
- Cold Wave (1982)
- Flower Girl (1983)
- Meet me at Midnight (1983)
- Born Free (1984)
- Blue Jeans (1991)

## Hitlijsten
| Single met hitnotering(en) in de Vlaamse Ultratop 50 | Datum van verschijnen | Datum van binnenkomst | Hoogste positie | Aantal weken | Opmerkingen |
| ---------------------------------------------------- | --------------------- | --------------------- | --------------- | ------------ | ----------- |
| I can dance                                          | 1981                  | 31-10-1981            | 22              | 3            |             |
| Never on a monday                                    | 1983                  | 05-03-1983            | 5               | 8            |             |